# João Kussumua
João Baptista Kussumua (* 16. Juni 1956 in Tchiuia, Embala, Provinz Huambo) ist ein angolanischer Politiker der Befreiungsbewegung und Partei Movimento Popular de Libertação de Angola (MPLA).

## Leben

### Reserveoffizier, Lektor und Vize-Minister
João Baptista Kussumua, Sohn von Jundo Kussumua und dessen Ehefrau Chokaliye, besuchte zwischen 1965 und 1971 die Escola de Kaputo e Missão Católica da Gandavira in Huambo sowie von 1972 bis 1974 das Seminário Católico do Quipeio in Caála und anschließend zwischen 1975 und 1976 das Seminário Católico do N’jaú in Lubango. Nach dem Abschluss des Liceu Diogo Cão in Lubango 1977 absolvierte er seinen Militärdienst in den Streitkräfte zur Befreiung Angolas FAPLA (Forças Armadas Populares de Libertação de Angola) und war zwischen 1978 und 1981 Stellvertretender Abteilungsleiter und Leiter der Sektion für Kontrolle und Fertigstellung der Militäreinheiten der 5. Militärregion. Zugleich war er Sektionschef im Zentrum für Rekrutierung und Mobilisierung der 5. Militärregion. Zugleich nahm er nach einem Vorstudium in Lubango 1989 ein Studium am Wissenschaftlichen Institut für Erziehungswissenschaften der Universidade Agostinho Neto (UAN) auf, das er 1985 mit einem Lizenziat der Geografie mit der Arbeit Ensaio sobre apresentação da Fitogeografia de algumas plantas Úteis no vale de Ongolo / Lubango (numa distância de 1 Km) ab. Darin befasste er sich mit der Vegetationsgeographie von Nutzpflanzen im Ongolo-Tal bei Lubango. Während seines Studiums war er als Reserveoffizier zwischen 1981 und 1985 Chef der Mobilisierungssektion der 5. Militärregion. Des Weiteren war er zwischen 1981 und 1985 stellvertretender Leiter der Abteilung für Naturwissenschaften des Wissenschaftlich-Pädagogischen Rates.
Nach Abschluss seines Studiums war João Kussumua von 1986 bis 1988 Wissenschaftlicher Assistent und Lektor für Wirtschaftsgeographie und Biogeographie am Wissenschaftlichen Institut für Erziehungswissenschaften der Universidade Agostinho Neto. In Personalunion war er daneben auch Chef der Abteilung für Naturwissenschaften sowie des Dokumentations- und Informationszentrums dieses Institutes. Im Anschluss fungierte er zwischen 1988 und 1991 als Vize-Gouverneur der Provinz Huíla sowie danach von 1991 bis 1992 Vize-Minister für Territorialverwaltung (Vice-ministro da Administração do Território) im Kabinett von Premierminister Fernando José de França Dias Van Dúnem. Im darauf folgenden Kabinett von Premierminister Marcolino Moco bekleidete er zwischen 1992 und 1994 den Posten des Vize-Ministers für Planung und wirtschaftliche Koordination (Vice- ministro do Planeamento e da Coordenação Económica). Danach war er im zweiten Kabinett von Premierminister Fernando José de França Dias Van Dúnem (1997 bis 1999) sowie in der Präsidialregierung von Staatspräsident José Eduardo dos Santos (1999 bis 2002) abermals Vize-Minister für Territorialverwaltung.

### Minister
In den Kabinetten der Premierminister Fernando da Piedade Dias dos Santos (6. Dezember 2002	bis 30. September 2008) und António Paulo Kassoma (30. September 2008 bis 5. Februar 2010) sowie in der Präsidialregierung von Staatspräsident dos Santos (Februar 2010 bis August 2012) bekleidete er das Amt des Ministers für Sozialhilfe und Wiedereingliederung (Ministro da Assistência e Reinserção Social). In dieser Zeit war er zwischen 2009 und Juni 2016 auch Präsident des Nationalrates für Kinder (Conselho Nacional da Criança). Im Juni 2012 wurde er Präsident des Nationalrates für Menschen mit Behinderungen (Conselho Nacional da Pessoa com deficiência) und bekleidete dieses Amt bis Juni 2016. Danach war er von Juni bis September 2016 Präsident des Nationalrates für soziales Handeln (Conselho Nacional da Acção Social) und übernahm 2016 eine Professur für Geographie am Pädagogischen Institut „Comandante Liberdade“ in Lubango.
Auf dem VII. Kongress der Movimento Popular de Libertação de Angola (MPLA) vom 17. bis 20. August 2016 wurde João Baptista Kussumua zum Mitglied des Zentralkomitees der MPLA gewählt. Zugleich wurde er Erster Sekretär des MPLA-Komitees der Provinz Huambo und am 28. September 2017 auch Gouverneur der Provinz Huambo. Bei der Wahl vom 23. August 2017 wurde er für den Wahlkreis der Provinz Huambo Mitglied der Nationalversammlung (Assembleia Nacional) sowie Mitglied der 2. Parlamentskommission (10.ª Comissão: Comissão de Direitos Humanos, Petições, Reclamações e Sugestões dos Cidadãos), die für Menschenrechte, Petitionen, Beschwerden und Vorschläge von Bürgern zuständig ist. Aufgrund seiner Tätigkeit als Provinzgouverneur ruht seine Parlamentsmitgliedschaft wegen Inkompatibilität.
Kussumua ist mit Ilda Tavita Yurda Tomás Kussumua verheiratet.